# Барселос (Амазонас)
Вижте пояснителната страница за други значения на Барселос.
Барселос (на португалски: Barcelos) е град – община в северната част на бразилския щат Амазонас, на границата с Венецуела. Общината е част от икономико-статистическия микрорегион Рио Негро, мезорегион Северен Амазонас. Населението на общината към 2010 г. е 25 715 души, а територията е 122 475,728 km² (0,21 д./km²), с което се нарежда на първо място в щата по площ и на второ в Бразилия, след Алтамира, в щата Пара.

## История
Барселос е първата столица на щата Амазонас, до 1758 г.Архив на оригинала от 2009-01-13 в Wayback Machine.</ref> Общината, в днешните ѝ граници е основана през 1931 г.

## География
Градът е разположен на десния бряг на р. Рио Негро и отстои на 396 km от Манаус (по права линия) и на 496 km по речен път.
Граничи с Венецуела север и северозапад; с общините (градовете) Ирасема и Каракараи в съседния щат Рорайма на североизток и на изток; с Ново Айрао на югоизток и юг; с Кодажас и Мараан на югозапад и със Санта Изабел до Рио Негро на запад.

## Икономика
Икономиката на общината се основава на земеделието; произвеждат се главно банани, ориз и маниока. Въпреки това, продукцията не е достатъчна за да задоволи нуждите на Барселос, който внася по-голямата част от земеделските продукти.
Основен източник на приходи е устойчивият риболов на декоративни риби, с открояваща се продукция и износ; Барселос изнася над 20 милиона риби за целия свят, главно за Япония, като една на всеки пет от изнасяните риби е червен неон (Paracheirodon axelrodi).

### Туризъм
Барселос има добър туристически потенциал. Град заобиколен от води, една от основните туристически атракции е спортния риболов.

#### Туристически атракции
Национален парк Жау

Щатски парк Сера до Арака

Водопад Ел Дорадо

Считан за най-големия естествен водопад на Бразилия, с почти 400 m височина.
Абисмо Гай Колет

Счита се за най-дълбоката пещера на Бразилия.
Фестивал на декоративните риби
Събитието се чества от 1994 г., и почита живота на рибарите, познати като „пиабейрос“. По време на тържествата, рибарите излагат различни видове редки риби и туристите избират най-екзотичната. Обикновено събитието привлича хиляди посетители и е съпроводено с програма, включваща спортен риболов, екотуризъм и представления.
Спортен риболов
Барселос има най-голяма концентрация на риби тукунаре (Cichla) в цяла Амазония. Най-големият заловен екземпляр от вида в историята е именно в Барселос, с тегло 12,445 kg. Спортният риболов е високо ценен от жителите на града и екологично устойчив.

## Личности
- Бенто ди Фигейредо Тенрейро Араня